# Spondias testudinis
Spondias testudinis är en sumakväxtart som beskrevs av Mitch. & Daly. Spondias testudinis ingår i släktet Spondias och familjen sumakväxter. Inga underarter finns listade i Catalogue of Life.